# Eleição municipal de Pelotas em 1982
A Eleição municipal de 1982 em Pelotas ocorreu em 15 de Novembro de 1982. Também no dia 15, ocorreram as eleições para renovar as 21 cadeiras da Câmara Municipal de Pelotas.

## Candidatos
| Partido | Partido | Prefeito                  | Vice-Prefeito                |
| ------- | ------- | ------------------------- | ---------------------------- |
|         | PMDB    | Bernardo de Souza         | José Maria Carvalho da Silva |
|         | PDS     | Carlos Alberto Brod       | Indú Ferrari                 |
|         | PMDB    | Edgar Kleves              | Manoel Antônio Peres         |
|         | PDT     | João Carlos Gastal        | Luiz Fernando Lessa Freitas  |
|         | PT      | Luiz Carlos Xavier Volcan | Elen Doris Barros            |

## Eleições

### Prefeitura
Devido à regra de sublegenda vigente na época, ao invés de se eleger o candidato mais votado entre todos, elegia-se o candidato mais votado do partido mais votado.
| Turno único 15 de novembro de 1968 | Turno único 15 de novembro de 1968 | Turno único 15 de novembro de 1968 | Turno único 15 de novembro de 1968 | Turno único 15 de novembro de 1968 |
| Candidatos                         | Candidatos                         | Votos                              | %                                  | %                                  |
| ---------------------------------- | ---------------------------------- | ---------------------------------- | ---------------------------------- | ---------------------------------- |
|                                    | PMDB                               | 49 044                             | 46,8 / 100,0                       | 4.8                                |
| Bernardo de Souza                  | 28 999                             | 27,7 / 100,0                       |                                    | 4.8                                |
| Edgar Kleves                       | 20 045                             | 19,1 / 100,0                       |                                    | 4.8                                |
|                                    | PDS                                | 44 356                             | 42,3 / 100,0                       | 6.7                                |
| Carlos Alberto Brod                | 44 356                             | 42,3 / 100,0                       |                                    | 6.7                                |
|                                    | PDT                                | 9 365                              | 8,9 / 100,0                        | novo                               |
| João Carlos Gastal                 | 9 365                              | 8,9 / 100,0                        |                                    | novo                               |
|                                    | PT                                 | 2 039                              | 1,9 / 100,0                        | novo                               |
| Luiz Carlos Xavier Volcan          | 2 039                              | 1,9 / 100,0                        |                                    | novo                               |
| Votos válidos                      | Votos válidos                      | 104.804                            | 100,0 / 100,0                      | —                                  |
| Votos válidos                      | Votos válidos                      | 104.804                            | 87,2 / 100,0                       | —                                  |
| Votos em branco                    | Votos em branco                    | 12 126                             | 10,1 / 100,0                       |                                    |
| Votos nulos                        | Votos nulos                        | 3 231                              | 2,7 / 100,0                        |                                    |
| Comparecimento                     | Comparecimento                     | 120 161                            | 100,0 / 100,0                      |                                    |
| Comparecimento                     | Comparecimento                     | 120 161                            | 89,3 / 100,0                       |                                    |
| Abstenções                         | Abstenções                         | 14 341                             | 10,7 / 100,0                       |                                    |
| Eleitorado apto                    | Eleitorado apto                    | 134 502                            | 100,0 / 100,0                      |                                    |

### Câmara de Vereadores

#### Resumo
|                 |                 |         |               |      |            |            |
| Partido         | Partido         | Votos   | %             | %    | Vereadores | Vereadores |
|                 | PMDB            | 47 741  | 45,0 / 100,0  | 5.3% | 10 / 21    | 1          |
|                 | PDS             | 46.584  | 44,0 / 100,0  | 4.7% | 9 / 21     | 1          |
|                 | PDT             | 9.494   | 9,0 / 100,0   | novo | 2 / 21     | novo       |
|                 | PT              | 2.141   | 2,0 / 100,0   | novo | 0 / 21     | novo       |
| Votos válidos   | Votos válidos   | 105.960 | 100,0 / 100,0 | —    | —          | —          |
| Votos válidos   | Votos válidos   | 105.960 | 88,2 / 100,0  | —    | —          | —          |
| Votos em branco | Votos em branco | 10.870  | 10,3 / 100,0  | —    | —          | —          |
| Votos nulos     | Votos nulos     | 3.331   | 2,8 / 100,0   | —    | —          | —          |
| Comparecimento  | Comparecimento  | 120.161 | 100,0 / 100,0 | —    | —          | —          |
| Comparecimento  | Comparecimento  | 120.161 | 89,3 / 100,0  | —    | —          | —          |
| Abstenções      | Abstenções      | 14.341  | 10,7 / 100,0  | —    | —          | —          |
| Eleitorado apto | Eleitorado apto | 134.502 | 100,0 / 100,0 | —    | —          | —          |

#### Votação
O ícone  indica os que foram reeleitos.
|                          | MDB                      | Votação total            | 47.741  |
| Votos em legenda         | MDB                      | 27                       |         |
| Vereadores eleitos       | MDB                      | 10 / 21                  |         |
| Vereadores eleitos       | Vereadores eleitos       | Vereadores eleitos       | Votação |
| Flávio Coswig            | Flávio Coswig            | Flávio Coswig            | 3.136   |
| Nelson Harter Filho      | Nelson Harter Filho      | Nelson Harter Filho      | 3.033   |
| Carlos Marino Louzada    | Carlos Marino Louzada    | Carlos Marino Louzada    | 2.645   |
| Mário Antônio Holvorcen  | Mário Antônio Holvorcen  | Mário Antônio Holvorcen  | 2.559   |
| Mário Fonseca Silveira   | Mário Fonseca Silveira   | Mário Fonseca Silveira   | 2.524   |
| Edmundo Wendt            | Edmundo Wendt            | Edmundo Wendt            | 1.620   |
| Adalim Luiz Medeiros     | Adalim Luiz Medeiros     | Adalim Luiz Medeiros     | 1.492   |
| Raymundo Vieira da Cunha | Raymundo Vieira da Cunha | Raymundo Vieira da Cunha | 1.472   |
| João Carlos Knopp        | João Carlos Knopp        | João Carlos Knopp        | 1.447   |
| Françoal Pires Pereira   | Françoal Pires Pereira   | Françoal Pires Pereira   | 1.377   |

|                              | PDS                          | Votação total                | 46.584  |
| Votos em legenda             | PDS                          | 14                           |         |
| Vereadores eleitos           | PDS                          | 9 / 21                       |         |
| Vereadores eleitos           | Vereadores eleitos           | Vereadores eleitos           | Votação |
| Teófilo Salomão              | Teófilo Salomão              | Teófilo Salomão              | 4.049   |
| Mansur Macluf                | Mansur Macluf                | Mansur Macluf                | 3.882   |
| Adolfo Antônio Fetter Júnior | Adolfo Antônio Fetter Júnior | Adolfo Antônio Fetter Júnior | 3.466   |
| Rubens Bachini               | Rubens Bachini               | Rubens Bachini               | 2.660   |
| Carlos Cardozo de Bem        | Carlos Cardozo de Bem        | Carlos Cardozo de Bem        | 2.517   |
| Elbio da Silva Abreu         | Elbio da Silva Abreu         | Elbio da Silva Abreu         | 2.068   |
| Luiz Antonio David Brandão   | Luiz Antonio David Brandão   | Luiz Antonio David Brandão   | 1.999   |
| Rubens Ávila Rodrigues       | Rubens Ávila Rodrigues       | Rubens Ávila Rodrigues       | 1.979   |
| Almiro Buss                  | Almiro Buss                  | Almiro Buss                  | 1.865   |

|                    | PDT                | Votação total      | 9.494   |
| Votos em legenda   | PDT                | 3                  |         |
| Vereadores eleitos | PDT                | 2 / 21             |         |
| Vereadores eleitos | Vereadores eleitos | Vereadores eleitos | Votação |
| Uil Rodrigues Dias | Uil Rodrigues Dias | Uil Rodrigues Dias | 1.973   |
| Marcionilo Mena    | Marcionilo Mena    | Marcionilo Mena    | 711     |